# بطباط قائم
البَطباط القائم نوع نباتي يتبع جنس البَطباط من الفصيلة البطباطية.

## الموئل والانتشار
موطنه شرق الولايات المتحدة.